# Campionat de Txecoslovàquia de motocròs
El Campionat de Txecoslovàquia de motocròs fou la màxima competició de motocròs que es va disputar a l'antiga Txecoslovàquia. Instaurat cap al 1954, era un dels més prestigiosos dels que se celebraven als països del teló d'acer, al costat del de l'URSS. Del campionat de Txecoslovàquia en varen sortir nombrosos pilots de renom internacional, molts d'ells assolint podis finals i victòries en Grans Premis al campionat del món o triomfant en competicions d'alt nivell com ara la Inter-AMA, sempre amb motocicletes fabricades a Txecoslovàquia. La gran repercussió que tenien arreu del món aquests assoliments, va fer que els esports de motor fossin promoguts pel règim comunista txecoslovac com a "esport militar" i que els èxits dels seus pilots i motos fossin utilitzats com a mitjà de propaganda política.
Els campions de Txecoslovàquia guanyaven el títol de Mistr republiky ("Mestre/Campió de la República") i gaudien d'un gran prestigi al país. Tal com va passar amb el campionat de l'URSS, el de Txecoslovàquia va desaparèixer quan l'antic estat es va dissoldre (en aquest cas, el 1992).

## Llista de guanyadors
Només s'han trobat dades esparses dels guanyadors del campionat entre els anys 1954 i 1982.
| Any  | 175 cc            | 250 cc             | 350 cc            | 500 cc           |
| ---- | ----------------- | ------------------ | ----------------- | ---------------- |
| 1954 | ?                 | Jaromír Čížek      | Oldřich Hameršmíd | ?                |
| 1955 | Oldřich Hameršmíd | Jaromír Čížek      | Jaromír Čížek     | ?                |
| 1956 | ?                 | ?                  | ?                 | Jaromír Čížek    |
| 1957 | ?                 | Jaromír Čížek      | ?                 | Jaromír Čížek    |
| 1958 | ?                 | ?                  | Miloslav Souček   | ?                |
| 1959 | ?                 | Jaromír Čížek      | ?                 | Vlastimil Válek  |
| 1960 | Vlastimil Válek   | Miloslav Souček    | ?                 | Miloslav Souček  |
| 1961 | ?                 | Vlastimil Válek    | ?                 | ?                |
| 1962 | ?                 | ?                  | ?                 | Miloslav Souček  |
| 1963 | Vlastimil Válek   | Vlastimil Válek    | ?                 | Karel Pilař      |
| 1964 | Vlastimil Válek   | ?                  | Josef Hřebeček    | ?                |
| 1965 | ?                 | ?                  | ?                 | ?                |
| 1966 | ?                 | ?                  | ?                 | Vlastimil Válek  |
| 1967 | ?                 | ?                  | ?                 | Vlastimil Válek  |
| 1968 | ?                 | Jiří Stodůlka      | ?                 | ?                |
| 1969 | ?                 | Miroslav Halm      | ?                 | Otakar Toman     |
| 1970 | ?                 | Jaroslav Falta     | ?                 | Otakar Toman     |
| 1971 | ?                 | Miroslav Halm      | ?                 | ?                |
| 1972 | ?                 | Miroslav Halm      | ?                 | Jiří Stodůlka    |
| 1973 | ?                 | Miroslav Halm      | ?                 | Otakar Toman     |
| 1974 | ?                 | Jiří Churavý       | ?                 | ?                |
| 1975 | ?                 | Zdeněk Velký       | ?                 | Miroslav Nováček |
| 1976 | ?                 | Antonín Baborovský | ?                 | Zdeněk Strnad    |
| 1977 | ?                 | Jaroslav Falta     | ?                 | ?                |
| 1978 | ?                 | Jaroslav Falta     | ?                 | Zdeněk Strnad    |
| 1979 | ?                 | Jaroslav Falta     | ?                 | Jaroslav Falta   |
| 1980 | ?                 | Jaroslav Falta     | ?                 | Jaroslav Falta   |
| 1981 | ?                 | Zdeněk Velký       | ?                 | Jaroslav Falta   |
| 1982 | ?                 | Zdeněk Velký       | ?                 | Miroslav Nováček |

## El motocròs a Txecoslovàquia
Tot inspirant-se en allò que es feia a la Unió Soviètica, un cop acabada la Segona Guerra Mundial el règim comunista txecoslovac va donar gran importància als esports de motor, especialment al motociclisme i, dins d'aquest, a les modalitats del fora d'asfalt: l'actual enduro i el motocròs. D'una banda, es potencià la tecnologia nacional (les motocicletes ESO, Jawa i ČZ se situaren aviat entre les més competitives del món) i de l'altra, la formació dels futurs pilots, de la qual s'encarregava especialment la Svazarm. Igual que passava a l'URSS, les forces armades jugaven un paper important en la promoció del motocròs: molts dels campions txecoslovacs varen passar pel club Dukla de Praga (o algunes de les seves delegacions territorials), una entitat creada per l'exèrcit txecoslovac el 1948 com a Armádní tělovýchovný klub ("Club Esportiu de l'Exèrcit") ATK Praha, rebatejada Ústřední dům armády ("Casa Central de l'Exèrcit") ÚDA Praha el 1953 i anomenada definitivament Dukla Praha el 1956 en honor dels caiguts a la batalla del coll de Dukla de 1944.
Ja des de començaments de la dècada del 1950, els pilots d'enduro txecoslovacs començaren a dominar l'especialitat a escala internacional i acumularen nombroses victòries per equips als Sis Dies Internacionals (els ISDT). Pel que fa al motocròs, quasi al mateix temps tota una generació de pilots txecoslovacs, tots ells txecs -aquest esport mai no acabà d'arrelar a Eslovàquia-, començà a assolir èxits internacionals. Els primers campions de Txecoslovàquia Jaromír Čížek, Oldřich Hameršmíd i Miloslav Souček aconseguien sovint podis al Campionat del Món de motocròs. Durant la dècada del 1960, els nous campions Vlastimil Válek, Karel Pilař i Petr Dobrý protagonitzaven també actuacions destacades a l'estranger, en uns moments en què aquest esport gaudia d'una gran popularitat al país. Al Gran Premi de Txecoslovàquia, era habitual que hi assistissin 70.000 – 80.000 espectadors.
La popularitat de què gaudia el motocròs a Txecoslovàquia a l'època va fer que el 1970 s'instaurés una mena de campionat d'hivern televisat, a l'estil dels TV Scrambles britànics. El campionat constava de quatre proves amb mànegues més curtes que les normals i un sistema qualificatori semblant al que es fa servir a les proves de flat track. Els primers campions en varen ser Vlastimil Válek (1970-1971) i Jiří Stodůlka (1973). Fou sobretot durant aquesta dècada, la del 1970, que els txecs passaren a ser una potència internacional en motocròs. Després dels èxits de Jiří Stodůlka, Miroslav Halm i Otakar Toman, la jove generació de pilots formats al club Dukla de Praga, representada entre d'altres per Jaroslav Falta, Jiří Churavý i Zdeněk Velký, n'aconseguí encara de més sonats: Falta estigué a punt de guanyar el mundial de 250cc el 1974 (només una fosca maniobra soviètica ho va impedir) i la selecció de Txecoslovàquia guanyà el Motocross des Nations el 1975, la sola vegada que aquest antic estat ho va aconseguir (a més, el guanyador de les dues mànegues de la prova va ser el txec Antonín Baborovský). En aquella època, l'entrenador František Helikar havia creat al cèlebre club de Praga, dirigit per František Mošna, un sistema d'entrenament de renom internacional que llançà a l'estrellat tota aquesta sèrie de corredors, tots ells equipats amb les CZ txecoslovaques.
Al tombant de la dècada del 1970, però, les CZ havien quedat força desfasades envers les seves competidores europees i, especialment, les japoneses, les quals van pràcticament escombrar les motos txeques del mercat i, amb elles, els seus pilots. D'ençà de la dècada del 1980, cap més txec no va tornar a destacar en competició internacional fins a força anys després de la dissolució de l'antiga Txecoslovàquia, el 1992. Aquell any o l'anterior va ser, possiblement, el de la darrera edició del Campionat de Txecoslovàquia de motocròs.